# 簡易宿所
簡易宿所（かんいしゅくしょ）は、日本の宿泊施設の類型。旅館業法における4種の旅館業（ホテル営業、旅館営業、簡易宿所営業、下宿営業）のうちの一つ。旅館業法では、その他に「農家民宿」がある。

## 概要

### 簡易宿所営業
簡易宿所は旅館業法でいう「簡易宿所営業」すなわち「宿泊する場所を多数人で共用する構造及び設備を主とする施設を設け、宿泊料を受けて、人を宿泊させる営業で、下宿営業以外のもの」（旅館業法2条4項）を行う施設をいう。客室数の制限なし、玄関帳場不要、延床面積33㎡以上が必要。1998年には67,891件あった旅館営業許可件数は、減少を続け2014年には41,899件まで下がったのに対し、簡易宿所は25,150件から2005年前後に向け漸減したものの、その後、微増を続け2014年には26,349件まで増え続けた。同期間のホテルは7,944件から9,879件に微増している。
旅館業法施行令に定められる構造設備の基準によれば、旅館業のうち旅館営業をなすには原則として5部屋以上の客室とそれに伴う定員を必要とすることから（旅館業法施行令1条2項）、その基準に達しない客室数が4部屋以下であったり、2段ベッド等階層式寝台を設置していていたりする施設が簡易宿所に該当することとなる。スポーツ合宿所、民宿もこれに該当することが多い。また、カプセルホテルもこれに該当する。2018年6月の民泊法制化（住宅宿泊事業法施行）に伴い、民泊としての営業は年間で最大180日に限られることから、簡易宿所として認可を取る方向に動く例もある。
簡易宿所営業を含め旅館業を経営しようとする者は、都道府県知事（政令指定都市、中核市等保健所政令市では市長、特別区では区長）の許可を受ける必要がある（旅館業法3条1項）。

### 構造設備の基準
簡易宿所営業の施設の構造設備の基準については、旅館業法施行令で次のように定められている（旅館業法施行令1条3項）。
1. 客室の延床面積は、33平方メートル以上であること。
2. 階層式寝台を有する場合には、上段と下段の間隔は、おおむね1メートル以上であること。
3. 適当な換気、採光、照明、防湿及び排水の設備を有すること。
4. 当該施設に近接して公衆浴場がある等入浴に支障をきたさないと認められる場合を除き、宿泊者の需要を満たすことができる規模の入浴設備を有すること。
5. 宿泊者の需要を満たすことができる適当な規模の洗面設備を有すること。
6. 適当な数の便所を有すること。
7. その他都道府県が条例で定める構造設備の基準に適合すること。

## 木賃宿
一般にはきわめて低額で宿泊できる民間施設のことである。通常、旅館業として営まれているが、主に住所不定の日雇い労働者等がそこを常宿として生活する場合が多く、日割り計算のアパートに近い。素泊まりが通常で、宿泊費は前払いを原則とする。

### ドヤ街
かつては通称ドヤと言われていた。これは宿（やど）を「人が住むところではない」と自嘲的に逆さまに読んだのが始まりといわれる。日雇い労働者が多く、彼らが寝泊まりする簡易宿所の多く立ち並ぶ街は「ドヤ街」と呼ばれた。
こうした場所には労働者を求めた日雇いの求人（手配師）が毎朝多数やってくることから寄せ場とも言われ、横浜の寿町、大阪の釜ヶ崎（あいりん地区）、東京の山谷が三大寄せ場として有名である。こうした街は、戦後復興期から高度経済成長期の間に全盛期を迎えた。他にも東京都の高橋、神奈川県の川崎駅周辺、名古屋の笹島、神戸の新川や新開地、広島の広島駅南口周辺、福岡市の築港にもドヤ街が形成されたといわれているが、現在では都市再開発や土地区画整理事業などによりほとんど消滅している。
終戦直後から高度成長末期の昭和40年代頃まで、首都圏では農閑期（冬季）の季節労働者（出稼ぎ）を受け入れるための施設･地域が多数生まれ「ドヤ街」を形成した。

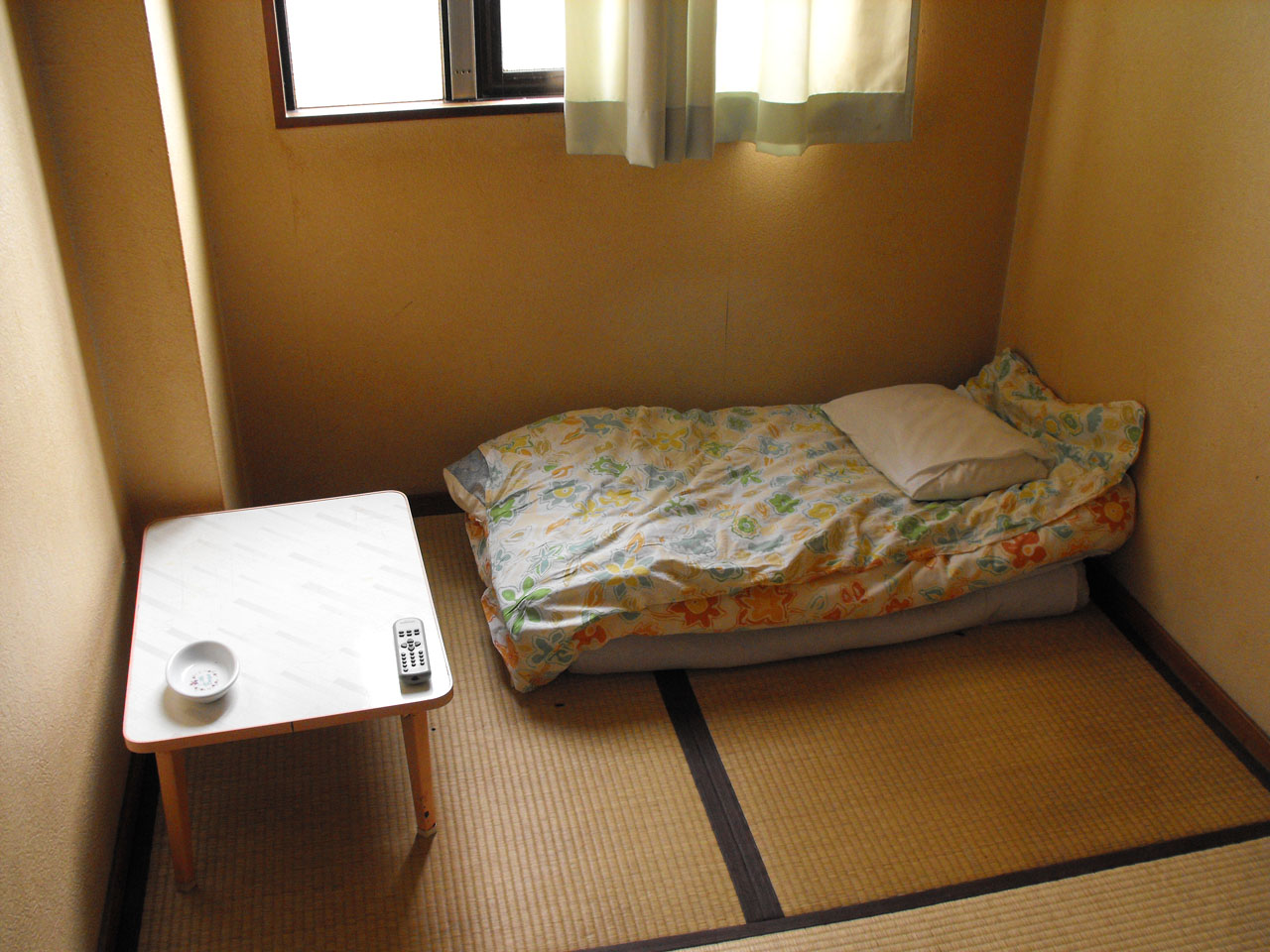
室内の様子
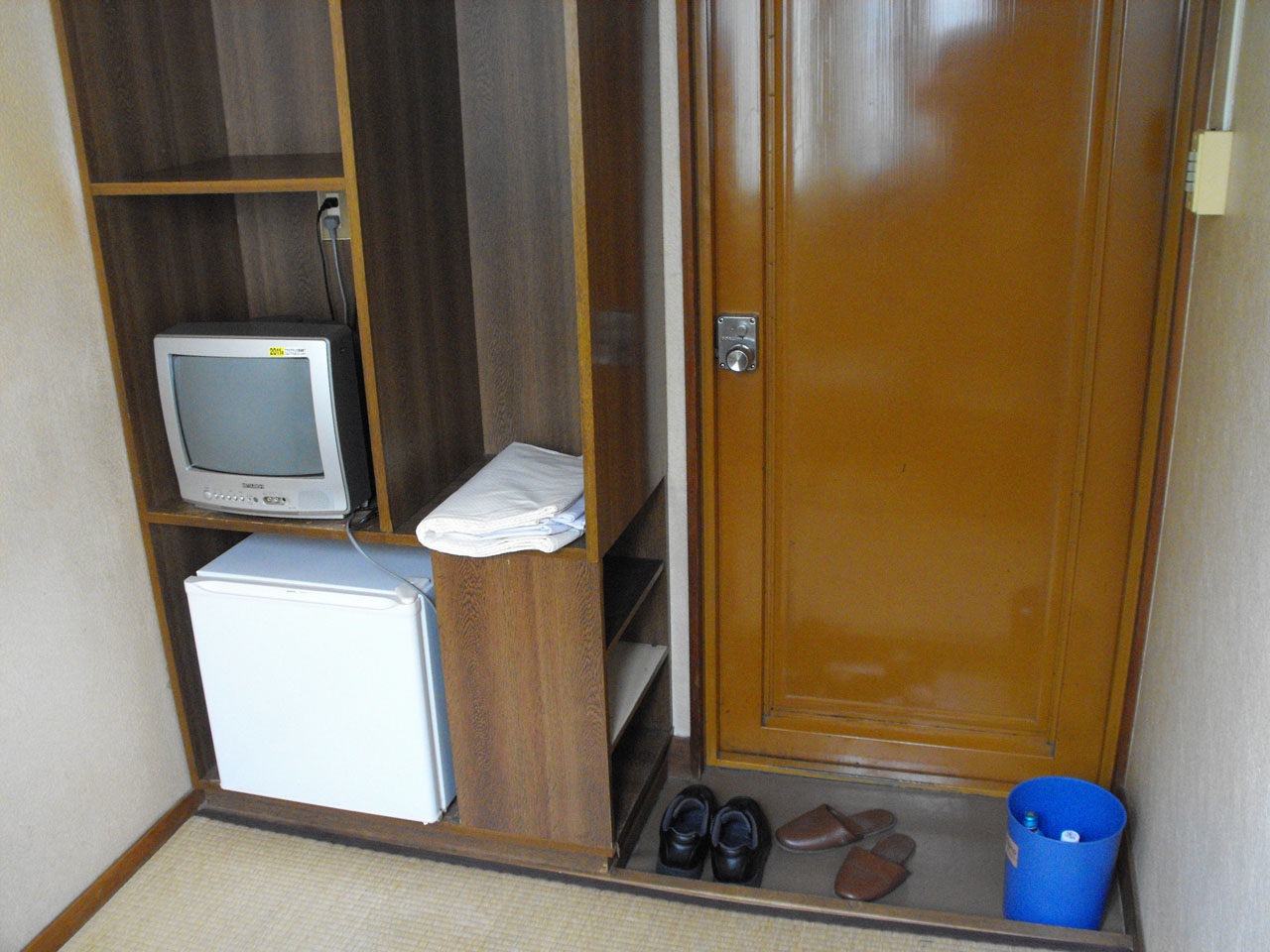
室内の様子
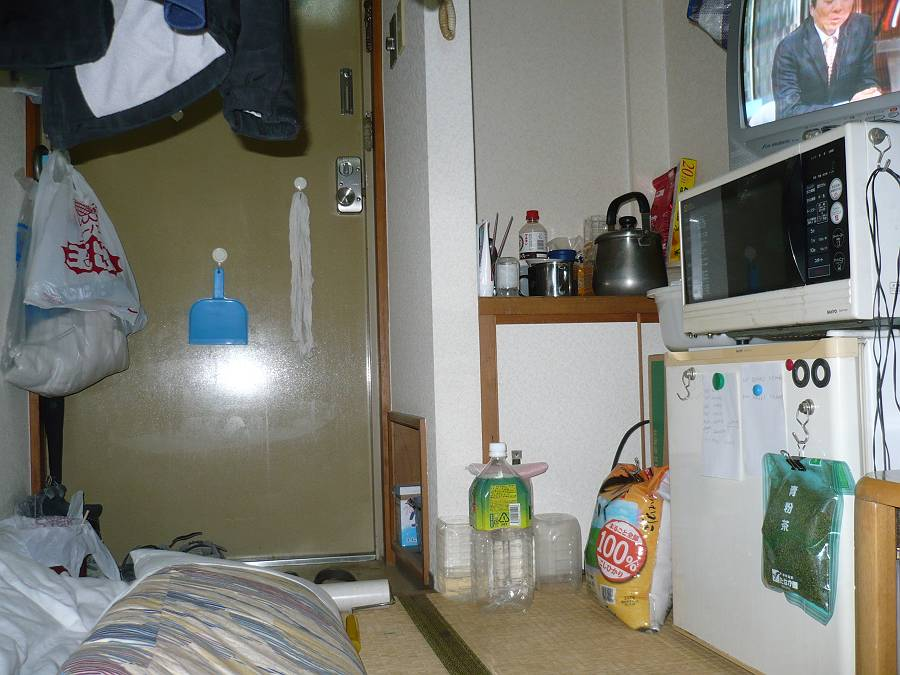
室内の様子
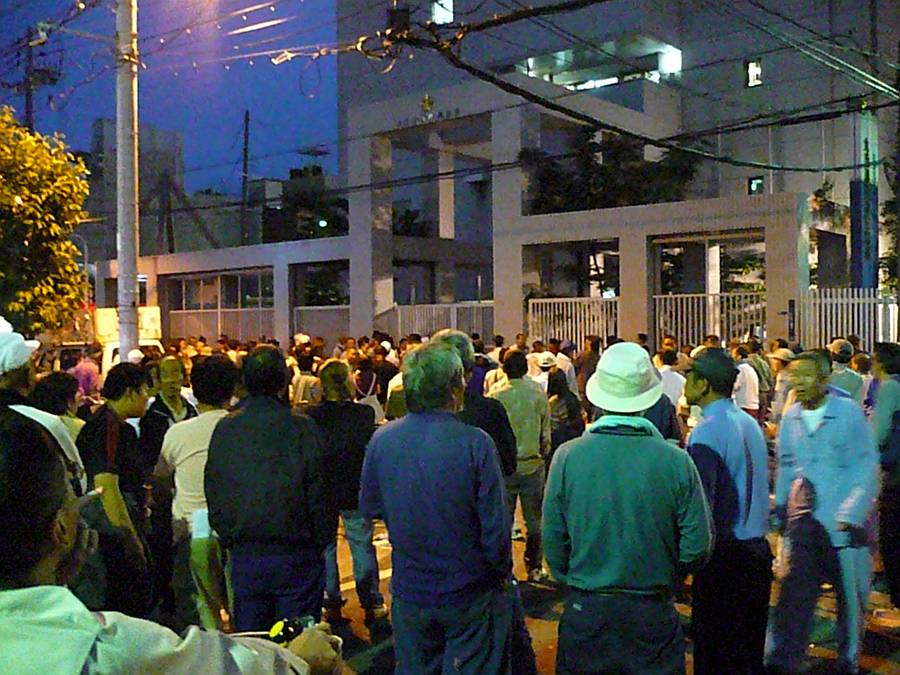
第24次釜ヶ崎暴動

### 街の変化と施設の変化
ドヤは、相部屋から一畳一間の狭いながらも個室形態を持つものまで様々あったが、1990年代以降、工事現場等で機械化が進みドヤ街の労働力需要が低下すると、人口や住民構成に変化が生じ始めた。これに呼応するように、簡易宿所も改装を行う所が増え、6畳間やカプセルホテルタイプなど一般の旅館と外見上の区別が付かないようになった。こうしたタイプの宿泊所は外国のガイドブックに「安価で安全な宿」として紹介されるに至り、外国人のバックパッカーが訪れる姿も珍しくなくなった。
2015年5月17日、神奈川県川崎市川崎区日進町の簡易宿所から出火。火元・延焼先の2棟ともに老朽化かつ違法に増改築された3階建ての木造施設で火の回りも早く、死者11人を出す被害となった（川崎市簡易宿泊所火災）。火災後、川崎市では簡易宿所に対する消防法の適用が厳格化され、違法な施設の廃業等が相次いだ。また、利用していた高齢の生活保護受給者の減少が見られた。